# Окладное
Окладное (укр. Окладне) — село на Украине, находится в Барском районе Винницкой области.
Код КОАТУУ — 0520280207. Население по переписи 2001 года составляет 621 человек. Почтовый индекс — 23008. Телефонный код — 4341.
Занимает площадь 0 км².

## Адрес местного совета
23006, Винницкая область, Барский р-н, с.Балки, ул.Ленина, 36

## Известные уроженцы
- Бевзюк, Войцех Михайлович (1902—1987) — советский и польский военачальник, генерал-лейтенант (СССР), генерал-майор (ПНР).